# Lichterfest Stuttgart

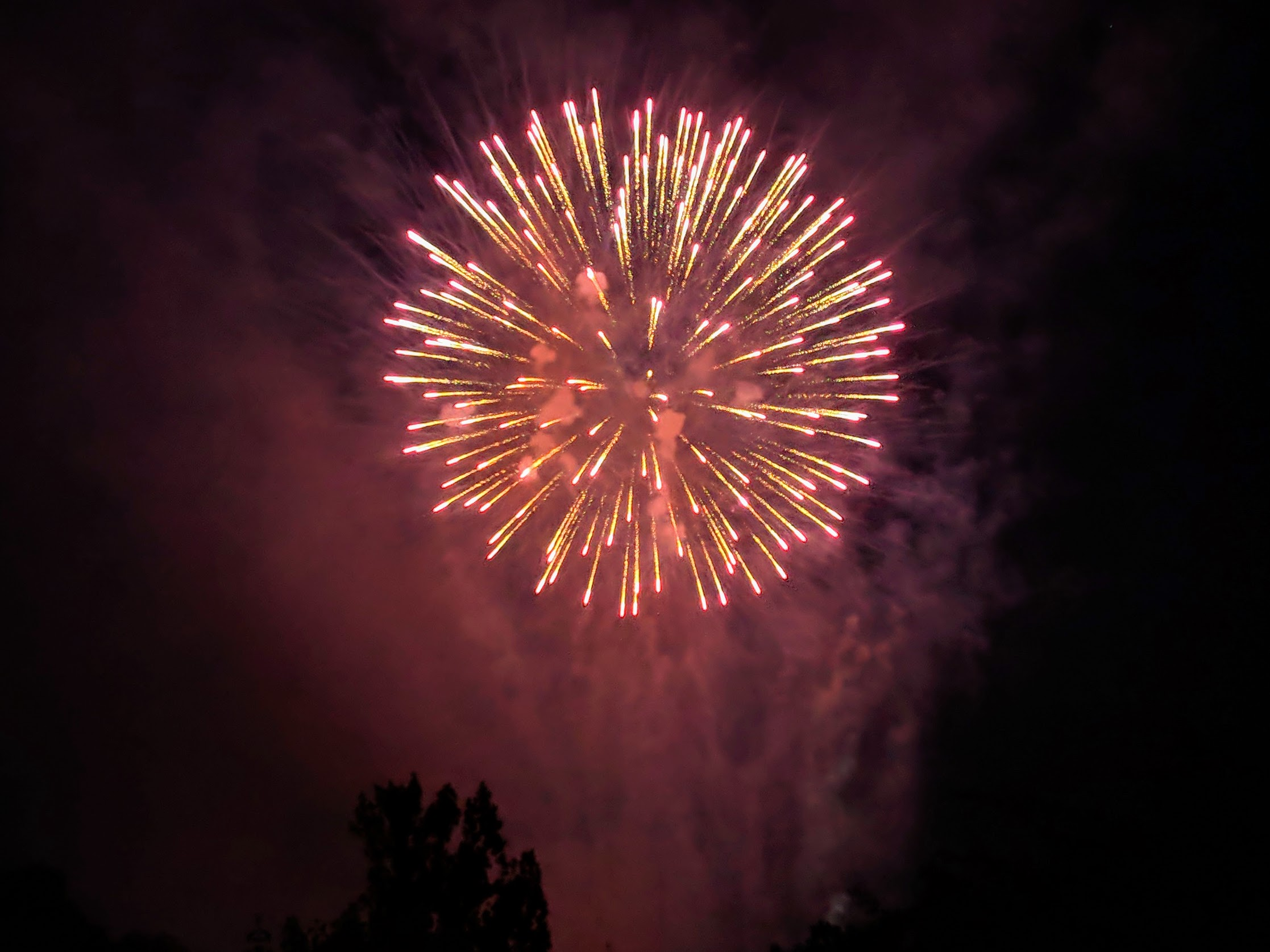
Feuerwerk beim Lichterfest 2018

Das Lichterfest Stuttgart (seit 2025: Stadtwerke Stuttgart Lichterfestival) ist ein Familienfest, das jährlich im Juli in Stuttgart ausgerichtet wird.

## Geschichte
Anlässlich der Deutschen Gartenschau 1950 fand das Stuttgarter Lichterfest in der heutigen Form erstmals, auf dem für die Messe umgebauten Gelände, statt. Seither gehört es zu den festen Terminen im Stuttgarter Veranstaltungskalender.
Für das Fest wurde der mittlerweile in lekker Energie umbenannte Energiedienstleister Nuon 2008 zum Titelsponsor. Von 2013 bis 2019 war die Volkswagen Automobile Stuttgart GmbH Titelsponsor. Seit 2022 sind die Stadtwerke Stuttgart Titelsponsor.
Das Lichterfest startet nachmittags im Höhenpark Killesberg und findet nachts seinen Höhepunkt durch ein Feuerwerk und eine Lichtshow, synchron zu einer musikalischen Begleitung von Klassik- und Pop-Musikstücken (Musikfeuerwerk). Begleitet wird das Event von Live-Musik verschiedener Bands und DJs auf vier Bühnen. Im Jahr 2018 waren rund 40.000 Besucher anzutreffen. Im Jahr 2010 feierte das Lichterfest 60-jähriges Jubiläum.
Seit 1980 ist der mehrfache Pyro-Weltmeister Joachim Berner künstlerischer Leiter der Lichterfestival-Show. 2025 wurde die große Felswand, bekannt als „rote Wand“ im Tal der Rosen, erstmals von der Lichtkünstlerin Claudia Reh illuminiert.

## Highlights
- 2008: Die Trabers aus Berlin – Hochseilartistik
- 2008: Rennsimulator
- Segway-Parcours (seit 2011)
- Licht-, Laser- und Drohnenshow[8]
- Musikfeuerwerk (bis 2019)
- „Zauberwald“ mit Lichteffekten im hinteren Teil des Parks (seit 2007)